# Kazım Özalp
Kazım Özalp (Veles, 1880 - Ancara, 6 de junho de 1968) foi um oficial militar e político turco, uma das principais figuras na Guerra de Independência Turca.

## Biografia
Nascido em Veles, na atual República da Macedônia, formou-se na academia militar otomana em 1902, e terminou a Escola de Guerra em 1905. Özalp envolveu-se no Incidente de 31 de março, em 1909, e foi comandante durante as guerras dos Bálcãs. Em 1917 foi promovido ao posto de coronel, e organizou e comandou a resistência contra a ocupação de Esmirna. Durante a Guerra de Independência Turca, lutou em diversas frentes de batalha. Em 1921 tornou-se general, após seu sucesso na Batalha de Sacaria. 
Já membro do primeiro escalão do parlamento da recém-criada República da Turquia, servindo como deputado da província de Balequessir, ocupou o cargo de Ministro da Defesa de 1921 a 1925, e de 1935 a 1939. Foi eleito presidente da Grande Assembleia de 1824 a 1935, e em 1950 voltou a ser eleito como deputado pela província de Vã. Aposentou-se da política em 1954.
Kazım Özalp escreveu suas memórias no livro Milli Mücadele (Guerra de Independência Turca). Morreu no dia 6 de junho de 1968 em Ancara; foi enterrado no Cemitério do Estado.

## Fonte
- Quem é quem (em turco)